# Silvio Schirrmeister

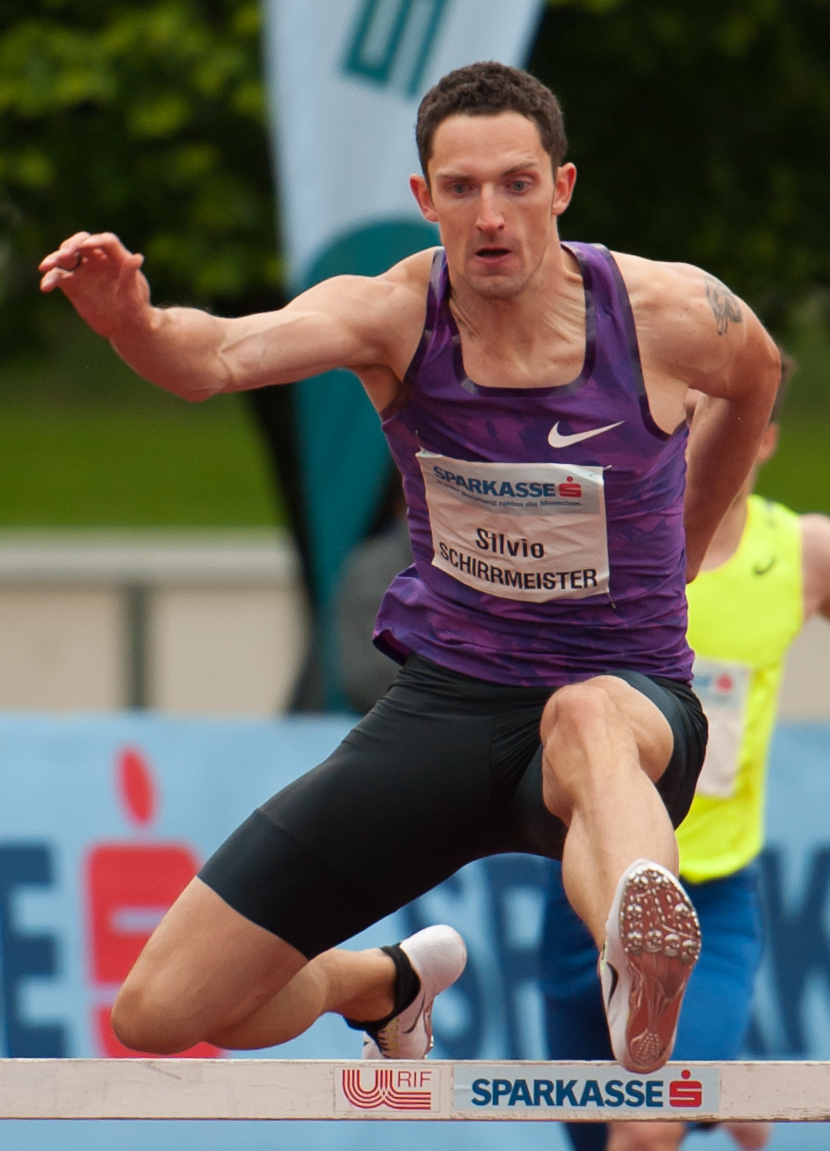
Salzburg, 2015

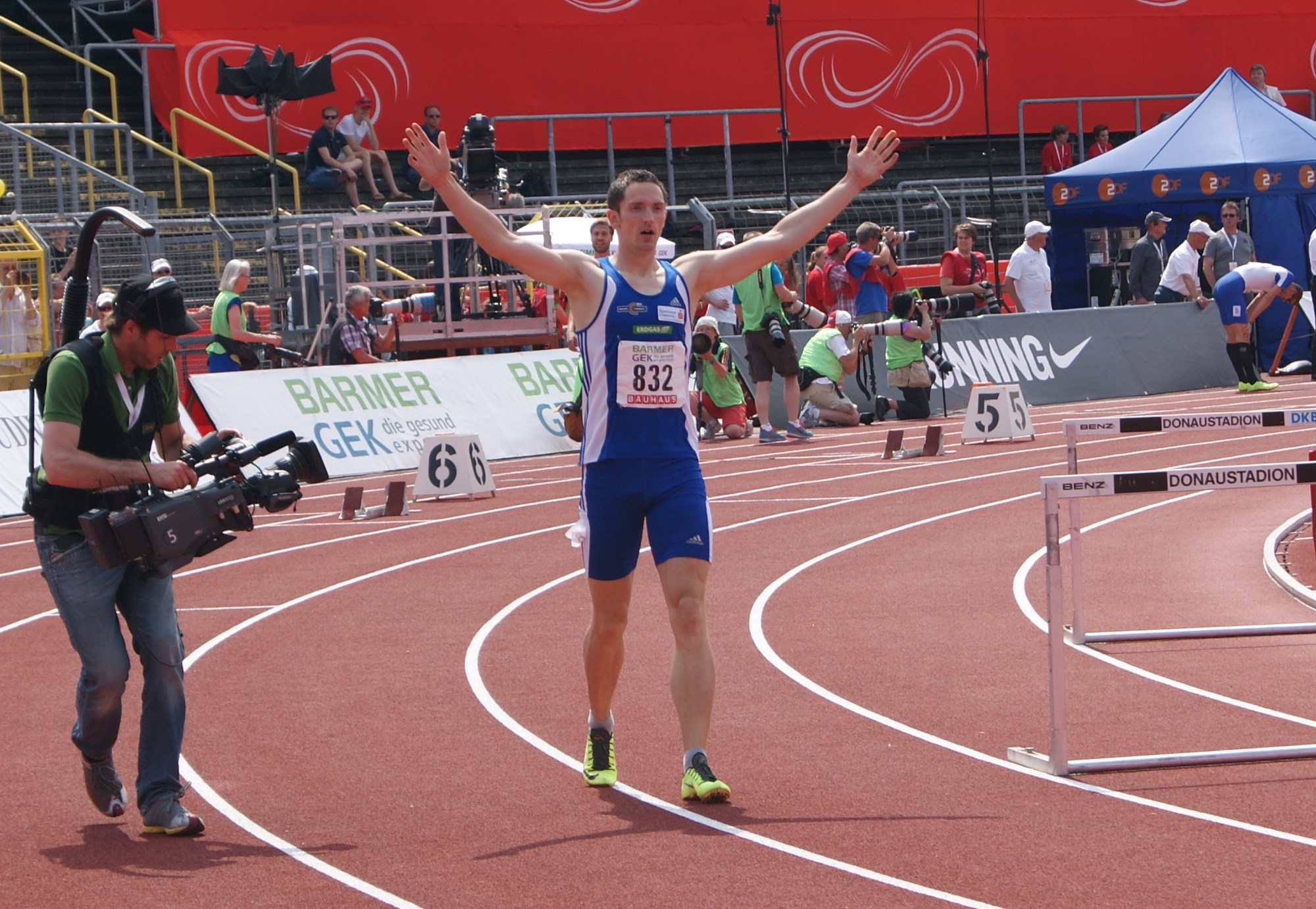
Deutscher Meister 2013, 400 Meter Hürden

Silvio Schirrmeister (* 7. Dezember 1988 in Neubrandenburg) ist ein ehemaliger deutscher Hürdensprinter.
Silvio Schirrmeister startet über 400 Meter Hürden. Bis 2008 war er für seinen Heimatverein SC Neubrandenburg aktiv, 2009 und 2010 für den Dresdner SC 1898 und seit 2011 für den LAC Erdgas Chemnitz. Der Bankkaufmann wird von Ulf Müller trainiert. Zunächst war er als Juniorensportler erfolgreich. 2007 gewann er in Hengelo den Titel bei den Junioreneuropameisterschaften, bei den U23-Europameisterschaften 2009 in Kaunas wurde er Fünfter. National gewann er 2007 den Titel über 400 Meter bei den Jugendhallenmeisterschaften, 2009 wurde er Juniorenmeister über 400 Meter Hürden.
Seit 2010 startet Schirrmeister bei den Männern. Bei den Deutschen Meisterschaften wurde er 2010 hinter Georg Fleischhauer Vizemeister, bei der Mannschafts-Europameisterschaft in Bergen gewann er mit der deutschen Mannschaft die Bronzemedaille. Aufgrund seiner Ausbildung verlief das Jahr 2011 weniger erfolgreich. Seinen Platz für die Europameisterschaften 2012 in Helsinki verlor er durch einen Sturz bei einem Testwettkampf kurz vor den kontinentalen Meisterschaften in Dresden an Tobias Giehl. Dennoch steigerte er seine persönliche Bestleistung bei einem Wettkampf in Regensburg auf 49,21 s. Damit unterbot er die deutsche Olympianorm um neun Hundertstelsekunden und wurde für die Olympischen Spiele 2012 in London nominiert, wo er als Vierter seines Vorlaufs in 50,21 s ausschied.
Bei der Leichtathletik-Team-Europameisterschaft 2013 gewann Schirrmeister in neuer persönlicher Bestleistung von 49,15 s, und schlug dabei Weltmeister David Greene. Zwei Wochen später wurde er Deutscher Meister.
Am 8. September 2015 verkündete er seinen sofortigen Abschied vom Leistungssport. Diesen begründete er mit einer harschen Kritik an der dualen Karriere, die er als „schrecklichste Kreatur, die der Deutsche Sport geschaffen hat“ bezeichnete.
Schirrmeister arbeitet in Dresden als Sparkassenfilialleiter.